# If You Saw Thro' My Eyes
If You Saw Thro' My Eyes è un album di Ian Matthews, pubblicato dalla Vertigo Records nel maggio del 1971.

## Tracce
Lato A
1. Desert Inn – 3:30 (Ian Matthews)
2. Hearts – 3:12 (Ian Matthews)
3. Never Ending – 2:48 (Ian Matthews)
4. Reno, Nevada – 4:47 (Richard Fariña)
5. Little Known – 2:55 (Ian Matthews)
6. Hinge I – 1:20 (Ian Matthews)

Durata totale: 18:32
Lato B
1. Hinge II – 0:25 (Ian Matthews)
2. Southern Wind – 3:10 (Ian Matthews)
3. It Came Without Warning – 4:01 (Jacob, Burnham)
4. You Couldn't Lose – 3:35 (Ian Matthews)
5. Morgan the Pirate – 6:41 (Richard Fariña)
6. Thro' My Eyes – 2:34

Durata totale: 20:26
- Brano A6: solo strumentale (strumenti ad arco).
- Brano B1: solo cantato senza accompagnamento musicale.
- Brano B6: sull'ellepì originale è riportato come Thro' My Eyes, mentre nella versione CD reca il titolo di If You Saw Thro' My Eyes.

## Musicisti
Desert Inn
- Ian Matthews - voce
- Richard Thompson - chitarra elettrica
- Tim Renwick - chitarra elettrica
- Andy Roberts - chitarra acustica
- Pat Donaldson - basso
- Gerry Conway - batteria

Hearts
- Ian Matthews - voce
- Richard Thompson - chitarra elettrica
- Andy Roberts - chitarra acustica
- Sandy Denny - pianoforte
- Pat Donaldson - basso
- Gerry Conway - batteria

Never Ending
- Ian Matthews - voce
- Richard Thompson - chitarra acustica
- Keith Tippett - pianoforte
- Sandy Denny - harmonium

Reno Nevada
- Ian Matthews - voce
- Richard Thompson - chitarra elettrica, chitarra acustica
- Tim Renwick - chitarra elettrica
- Andy Roberts - chitarra acustica
- Pat Donaldson - basso
- Gerry Conway - batteria

Little Known
- Ian Matthews - voce
- Tim Renwick - chitarra elettrica
- Andy Roberts - chitarra acustica
- Pat Donaldson - basso
- Gerry Conway - percussioni

Hinge I
- Strumenti ad arco
- Del Newman - arrangiamento strumenti ad arco

Hinge II
- Ian Matthews - voce

Southern Wind
- Ian Matthews - voce
- Tim Renwick - chitarra elettrica
- Andy Roberts - chitarra acustica
- Keith Tippett - pianoforte
- Pat Donaldson - basso
- Gerry Conway - batteria
- Doris Troy - accompagnamento vocale, coro
- Liza Strike - accompagnamento vocale, coro
- Nannette Workman - accompagnamento vocale, coro

It Came Without Warning
- Ian Matthews - voce
- Richard Thompson - chitarra elettrica, chitarra acustica
- Andy Roberts - chitarra acustica
- Pat Donaldson - basso
- Gerry Conway - batteria

You Couldn't Lose
- Ian Matthews - voce
- Richard Thompson - chitarra acustica

Morgan the Pirate
- Ian Matthews - voce
- Tim Renwick - chitarra acustica solista
- Andy Roberts - chitarra acustica a dodici corde
- Richard Thompson - chitarra acustica
- Pat Donaldson - basso
- Gerry Conway - batteria

Thro' My Eyes (If You Saw Thro' My Eyes)
- Ian Matthews - voce
- Sandy Denny - seconda voce, pianoforte
- Tim Renwick - chitarra elettrica

Note aggiuntive
- Ian Matthews - produttore
- Robin Black - ingegnere del suono
- Registrato al Morgan Studios di Londra, Inghilterra